# التسجيل الأدواتي لدرجات الحرارة

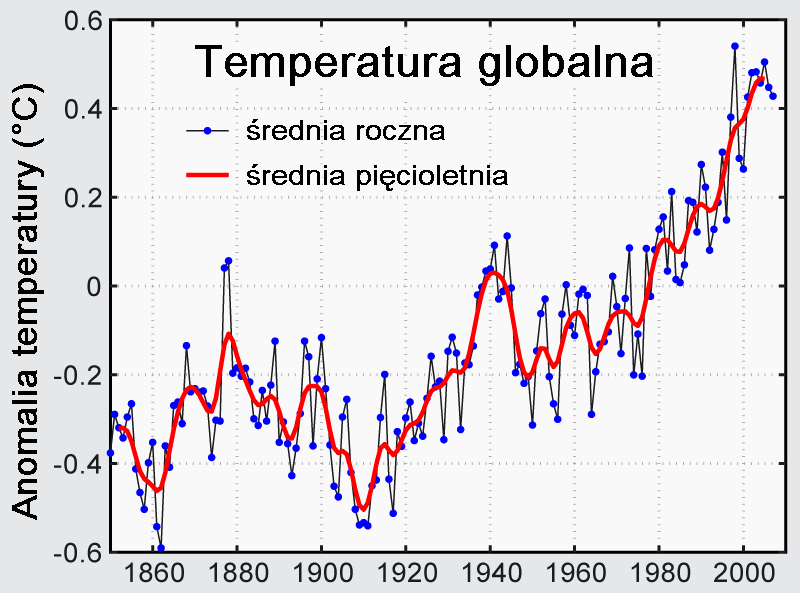

يوفر التسجيل الأدواتي لدرجات الحرارة درجة حرارة النظام المناخي لكوكب الأرض من خلال الشبكة التاريخية للقياسات المأخوذة في الموقع لدرجات حرارة الهواء الملامس للسطح ودرجات حرارة سطح المحيط. جُمعت البيانات من آلاف محطات الأرصاد الجوية والعوامات والسفن حول العالم. تُعد سلسلة بيانات درجة حرارة إنجلترا الوسطى هي أقدم سجلات درجات الحرارة، والتي بدأت في 1659. أما أقدم السجلات شبه العالمية فقد بدأت في 1859. في العقود الأخيرة، بدأ أخذ العينات على نطاق أوسع لدرجات حرارة المحيط على أعماق مختلفة، ليصبح تقدير المحتوى الحراري للمحيط ممكنًا، ولكنها لا تمثل جزءًا من مجموعات البيانات العالمية لدرجة حرارة السطح.

## الاحترار الإجمالي والاتجاهات
أظهرت درجات الحرارة المتوسطة والمدمجة لسطح اليابسة والمحيط احترارًا بمقدار 0.85 [0.65 إلى 1.06] درجة مئوية، في الفترة من 1880 وحتى 2012، استنادًا على العديد من مجموعات البيانات المُنتجة محليًا. يعطي ذلك اتجاهًا بمقدار 0.064 ± 0.015 درجة مئوية لكل عقد خلال تلك الفترة. يتسارع الاتجاه بالنسبة لليابسة أكثر من المحيط، وأسرع بالنسبة للمناطق القطبية، وأسرع منذ السبعينات أكثر من الفترة الأطول.

### الاحترار في التسجيل الأدواتي لدرجات الحرارة
حدث الجزء الأكبر من الاحترار المرصود في فترتين: منذ 1900 تقريبًا إلى 1940 تقريبًا ومنذ 1970 تقريبًا وصاعدًا؛ يرجع البرود/الثبات من 1940 وحتى 1970 بشكل كبير إلى هباء الكبريتات. كما يمكن أن تكون بعض التغيرات الحادثة في درجات الحرارة خلال تلك الفترة الزمنية راجعة لأنماط دوران المحيط.
يعتبر نَسب التغيرات في درجة الحرارة للعوامل الطبيعية أو بشرية المنشأ (التي يسببها الإنسان) سؤالًا هامًا: شاهد الاحتباس الحراري والسبب وراء التغير المناخي الحادث مؤخرًا. 
ترتفع درجات حرارة الهواء الملامس لليابسة أسرع من درجات حرارة سطح البحر. منذ 1979 وحتى 2012 كان الاتجاه بالنسبة لليابسة حوالي 0.254 ± 0.050 درجة مئوية لكل عقد وفقًا لمجموعة بيانات درجات الحرارة العالمية CruTemp4 أو 273 ± 0.04747 درجة مئوية وفقًا للشبكة العالمية التاريخية للمناخ GHCN، بينما كان الاتجاه بالنسبة لدرجات حرارة سطح البحر قرابة 0.072 ± 0.024 درجة مئوية لكل عقد وفقًا لإحصائيات مركز هادلي لدرجات الحرارة العالمية للجليد البحري وسطح البحر HadISST و 0.124 ± 0.030 درجة مئوية وفقًا لمجموعة بيانات مركز هادلي للأرصاد HadSST3.
في الفترة من 1979 وحتى 2012، بلغ الاتجاه الخطي لدرجات الحرارة المدمجة لليابسة والبحار 0.155 درجة مئوية (من 0.122 إلى 0.188 درجة مئوية) لكل عقد، وفقًا لتقرير التقييم الخامس للجنة الدولية للتغيرات المناخية AR5.
وجد تقرير التقييم الرابع للجنة الدولية للتغيرات المناخية أن القياس الأدواتي لدرجات الحرارة خلال القرن السابق كشف عن ظهور تأثيرات الجزر الحرارية الحضرية ولكن تلك التأثيرات كانت محلية في المقام الأول، متسببةً في تأثير لا يُذكر على اتجاهات درجات الحرارة العالمية (أقل من 0.006 درجة مئوية لكل عقد على اليابسة ولم يكن لها أي تأثير على المحيطات). 
سيُناقش الالتباس في سجلات درجات الحرارة، على سبيل المثال تأثير الجزر الحرارية الحضرية لاحقًا.

## الفترات الأكثر دفئًا

### السنوات الأكثر دفئًا
في يناير 2017، أطلقت العديد من الوكالات العلمية حول العالم بما في ذلك وكالة الفضاء الأمريكية NASA والإدارة الوطنية للمحيطات والغلاف الجوي «إن اوه إيه إيه» في الولايات المتحدة ومكتب الأرصاد الجوية في المملكة المتحدة على عام 2016 اسم العام المسجل الأكثر دفئًا. أشار ذلك إلى العام الثالث على التوالي الذي يصل إلى تسجيل جديد لدرجة الحرارة، تلك هي المرة الأولى منذ اتجاه الدفء الحالي الذي بدأ في السبعينات التي يُسجل فيها ثلاثة أعوام على التوالي كأعلى مستوى على الإطلاق. يشير السجل الخاص بعام 2016 أن 16 من أصل 17 عامًا من الأعوام الأدفأ على الإطلاق قد وقعت منذ عام 2000، كما كان عام 2017 هو ثالث أدفأ عام ما يعني أن 17 من أصل 18 عامًا من الأعوام الأدفأ على الإطلاق قد وقعت منذ عام 2000.
بينما يمكن للأعوام المحطمة للأرقام القياسية جذب الاهتمام العام بشكل ملحوظ، فالأعوام الفردية أقل أهمية من الاتجاه بشكل عام. انتقد بعض علماء المناخ الاهتمام الذي منحته الصحافة العالمية بخصوص إحصائيات «العام الادفأ»؛ على سبيل المثال، ذكر جافين شميدت «الاتجاهات بعيدة المدى أو العواقب المتوقعة للسجلات أكثر أهمية من كون أحد الأعوام قد حقق رقمًا قياسيًا أم لا.» بخصوص سجلات عامي 2015 و2016، ذكر شميدت أن حدث إل نينو من 2014 إلى 2016 كان «أحد العوامل … ولكن عامي 2015 و2016 كانا ليحققا أرقامًا قياسية بدونه»؛ كما نسب 90% من الاحترار الحادث في 2016 إلى التغير المناخي الحادث بفعل الإنسان. بالتوافق مع تعليق شميدت، ذكر البيان المشترك الذي أصدرته وكالة الفضاء الأمريكية ناسا والإدارة الوطنية للمحيطات والغلاف الجوي أن «متوسط درجات الحرارة العالمية في 2016 كان أدفأ بمعدل 1.78 فهرنهايت (0.99 درجة مئوية) مقارنةً بمتوسط درجات الحرارة في منتصف القرن العشرين» وأن تأثير الاحترار الناتج عن إل نينو قُدر «بأنه ساهم في زيادة انحراف درجات الحرارة السنوية العالمية في عام 2016 بمقدار 0.2 فهرنهايت (0.12 درجة مئوية)». أظهرت تعليقات علماء المناخ في تقرير لواشنطن بوست الاتفاق الشديد مع نسب الاحترار الحادث للتغير المناخي الحادث بفعل الإنسان، مع بعض المساهمة من الاحترار الحادث بسبب إل نينو، ولكن وُجدت العديد من وجهات النظر المختلفة بشأن أهمية التقارير الفردية.
قاد ديكي أرندت مجموعة المراقبة في المراكز الوطنية للمعلومات البيئية التابعة للإدارة الوطنية للمحيطات والغلاف الجوي «إن اوه إيه إيه»، وقدم تقريرًا مماثلًا للإذاعة الوطنية العامة «إن بّي آر»: «الاحترار بعيد المدى يشبه السير على سلم كهربائي مع مرور الوقت. كلما بقيت على السلم الكهربائي لفترة أطول، كلما وصلت لأعلى. وتعتبر ظاهرة إل نينو مثل القفز لأعلى ولأسفل بينما أنت على السلم الكهربائي».
ذكر أرندت أيضًا أن «الاحترار بعيد المدى تحركه بالكامل تقريبًا الغازات الدفيئة». أخذ بيتر ستوت القائم بأعمال عضو مجلس الإدارة المنتدب في مكتب الأرصاد الجوية في عين الاعتبار
تأثير إل نينو على درجات الحرارة في عام 2016 ولكنه ذكر أن «المحرك الرئيسي للاحترار خلال الـ 150 عامًا الأخيرة هو التأثير البشري على المناخ عن طريق زيادة الغازات الدفيئة في الغلاف الجوي». وافق أيضًا تيم أوزبورن، مدير الأبحاث في وحدة الأبحاث المناخية التابعة لجامعة شرق أنجليا مصرحًا: «تؤكد العديد من خطوط الأدلة المستقلة بأن كوكب الأرض قد احترّ خلال الـ 150 عامًا الأخيرة: محيطات أدفأ، يابسة أدفأ، طبقة سفلية من الغلاف الجوي أدفأ، بالإضافة إلى الجليد الذائب. ذلك الاتجاه بعيد المدى هو السبب الرئيسي لسجلات الاحترار في عامي 2015 و2016، التي تخطت الأعوام السابقة بما في ذلك تلك التي حدثت فيها ظاهرة إل نينو».
استنادًا على مجموعات البيانات الخاصة بالإدارة الوطنية للمحيطات والغلاف الجوي «إن اوه إيه إيه» (نلاحظ أن مجموعات البيانات الأخرى تنتج تصنيفات مختلفة)، يشمل الجدول التالي تصنيف وانحراف درجات الحرارة المدمجة المتوسطة سنويًا لليابسة والمحيط عالميًا لكل عام من العشرة أعوام الأدفأ في السجلات. على الرغم من بداية سجلات درجة الحرارة الخاصة بالمركز الوطني للبيانات المناخية «إن سي دي سي» في عام 1880، تقترح درجات الحرارة القديمة المُجددة استنادًا على وكالات المناخ، أن تلك الأعوام قد تكون الأدفأ لعدة قرون من الألفية، أو لأكثر من ذلك.